# 昂代尼
昂代尼（法語：Anderny，法語發音：[ɑ̃dɛʁni]）是法国默尔特-摩泽尔省的一个市镇，位于该省北部，属于布里埃区。

## 地理
昂代尼（49°20'7"N, 5°52'56"E）面积9.62 平方千米，位于法国大東部大區默尔特-摩泽尔省，该省份为法国东北部内陆省份，是洛林的一部分，北邻比利时、卢森堡，北起顺时针与摩泽尔省、下莱茵省、孚日省和默兹省接壤。
与昂代尼接壤的市镇（或旧市镇、城区）包括：欧丹勒罗曼、蒙邦维莱、迈里-曼维尔、马拉维莱尔、桑西、蒂克尼约。

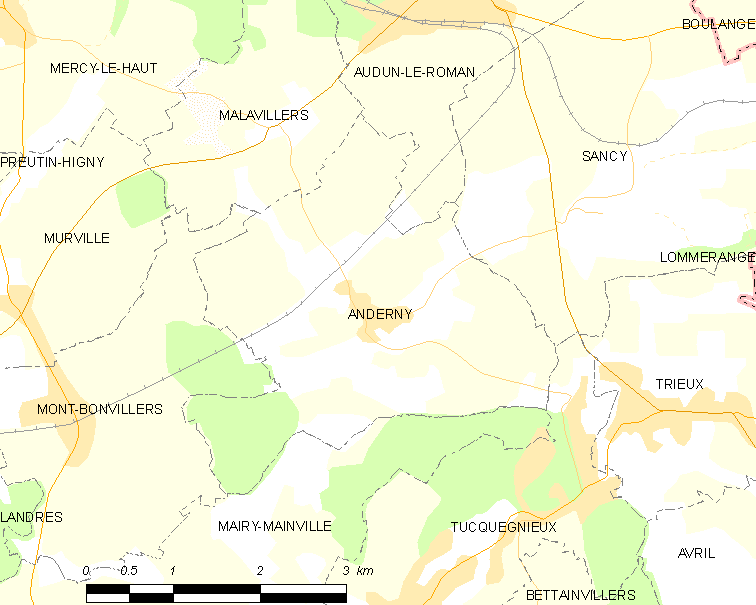
昂代尼的OSM定位图

昂代尼的时区为UTC+01:00、UTC+02:00（夏令时）。

## 行政
昂代尼的邮政编码为54560，INSEE市镇编码为54015。

## 政治
昂代尼所属的省级选区为布里埃地区县。

## 人口

1962-2008年间昂代尼人口变化图示

昂代尼于2022年1月1日时的人口数量为255人。